# Pretty Slowly
Pretty Slowly è un singolo del cantante statunitense Benson Boone, pubblicato il 16 agosto 2024 e incluso nel primo album in studio Fireworks & Rollerblades.

## Video musicale
Il video è stato diffuso in concomitanza con l'uscita del brano attraverso il canale YouTube dell'artista.

## Tracce
1. Pretty Slowly – 4:22

## Formazione
- Benson Boone – voce
- Evan Blair – produttore, ingegneria del suono
- Rendy Merrill – mastering

## Classifiche
| Classifica (2024) | Posizione massima |
| ----------------- | ----------------- |
| Canada            | 87                |
| Irlanda           | 85                |
| Regno Unito       | 43                |
| Stati Uniti       | 86                |